# Scytalopus opacus
A Scytalopus opacus a madarak osztályának verébalakúak (Passeriformes) rendjébe és a fedettcsőrűfélék (Rhinocryptidae) családjába tartozó faj.

## Rendszerezése
A fajt John Todd Zimmer amerikai ornitológus írta le 1915-ben, Scytalopus magellanicus opacus néven.

## Alfajai
- Scytalopus opacus androstictus Krabbe & C. D. Cadena, 2010
- Scytalopus opacus opacus Zimmer, 1941[2]

## Előfordulása
Az Andokban, Bolívia, Kolumbia, Ecuador területén honos. Természetes élőhelyei a szubtrópusi és trópusi hegyi esőerdők és magaslati cserjések. Állandó, nem vonuló faj.

## Természetvédelmi helyzete
Az elterjedési területe elég nagy, egyedszáma pedig stabil. A Természetvédelmi Világszövetség Vörös listáján mérsékelten fenyegetett fajként szerepel.